# Château de Maupas (Morogues)
Pour les articles homonymes, voir Château de Maupas.
Le château de Maupas est situé sur la commune de Morogues, dans le département français du Cher. Le château fait l’objet d’une inscription au titre des monuments historiques depuis le 6 juillet 1992.

## Historique
La seigneurie de Morogues et Maupas a d'abord appartenu à   Henri III de Seuly (de Sully), seigneur des  Aix d’Angillon en 1284, puis aux  Mathefelon en 1357, puis, par mariage, aux Rochechouart (voir les articles Sully, Mathefelon et Jean II de Rochechouart).
Cette seigneurie passa ensuite en 1440 aux du Mesnil-Simon par le mariage de Phillipine de Rochechouart avec Jean du Mesnil-Simon, chambellan de Louis XI. Enfin la seigneurie de Morogues et Maupas fut acquise en 1688 par Antoine Agard.

## La famille Agard de Maupas
Antoine Agard, de Vailly, et dont la famille était originaire de Vierzon, acquit en 1688 le château et les terres de Maupas pour la somme de 36 000 francs or. Il était fils de Clément Agard, qui fut élu maire de Bourges en 1672 et anobli à cette occasion,.
Louis XV, par lettres patentes du mois de mars 1725, érigea en marquisat les terres, fiefs et seigneuries de Morogues, Maupas et Parassy sous le nom de marquisat de Maupas en faveur de Pierre-Antoine Agard, fils d’Antoine.
À la Révolution, Maupas et son château furent saisis sur un descendant de Pierre Agard, émigré, et vendus comme bien national : parmi les acquéreurs, figurait Guillaume Guibert, d'Henrichemont, ancien fermier des Agard de Maupas.
C'est au lieutenant-colonel Jérôme Agard de Maupas, qui avait suivi les princes en exil en Angleterre et en Allemagne, qu'il reviendra de reprendre possession de la terre de Maupas. Bénéficiant de l'amnistie d'avril 1802, il revint en France et racheta le domaine de Maupas et son château à la famille Guibert, qui les avait entretenus parfaitement.
Parmi les membres de cette famille, il convient de citer Auguste Marie Agard, marquis de Maupas, qui fut décoré de la Légion d'honneur par Napoléon le 14 juillet 1813. Il fut ensuite attaché militaire à l'ambassade de Constantinople sous Louis XVIII. En 1827, Auguste Marie Agard de Maupas fut nommé sous-gouverneur et précepteur du duc de Bordeaux (1820-1883), un enfant alors âgé de 7 ans. Le marquis de Maupas continua à se rendre auprès de ce dernier, devenu adulte, pour partager son exil et en adoucir ainsi l’amertume. C’est de ce lien de professeur à élève que le château conserve de nombreux cadeaux de la famille royale, offerts par le comte de Chambord ou sa mère, la duchesse de Berry, à la famille Agard de Maupas.
Actuellement, le château de Maupas appartient toujours à la famille Agard de Maupas.

## La collection d’assiettes de faïence
Théophile Agard de Maupas, fils de Auguste Marie, entreprit de grands travaux de modernisation sur la demeure en 1866. C’est à lui que l’on doit la mise en forme de la fameuse collection d’assiettes de faïence dans la cage de l’escalier d’honneur. Cette collection unique en France possède une autre originalité : elle n’est composée que presque exclusivement de faïences.
Toutes les pièces de cette collection sont uniques, car décorées à la main, et proviennent des plus prestigieuses fabriques françaises et européennes : Moustiers, Nevers, Rouen, La Rochelle, Strasbourg, Delft.

## Pour approfondir